# Marta Kołodziejczyk
Marta Kołodziejczyk (ur. 21 czerwca 1973) – polska judoczka, dwukrotna akademicka mistrzyni świata (1994). Najpierw walczyła w kategorii panad 72 kilogramy oraz Open, później zaczęła startować w kategorii ponad 78 kilogramów.
Podczas Akademickich Mistrzostw Świata w 1994 roku w Münster w finale kategorii + 72 kg pokonała Hiszpankę Inmaculadę Vicent. W finale kategorii Open pokonała Koreankę Hyun Me Shon.
Zdobyła równie dwa srebrne i jeden brązowy medal na Uniwersjadzie w Fukuoce w 1995 roku.

## Rodzina
Obecnie mieszka w Warszawie i wyszła za mąż za Macieja Staszewskiego. Ma trójkę dzieci: Mikołaja, Filipa i Bartłomieja.